# Sbrisolona
La sbrisolona (también llamado sbrisulòna , sbrisolìna , sbrisulùsa o sbrisulàda) es un pastel del norte de Italia. Originario de la ciudad de Mantua, suele consumirse en Lombardía, Emilia-Romaña y Verona.

## Historia
La receta de la sbrisolona se remonta al siglo XVII, cuando al parecer llegó a la corte de los Gonzaga. Originaria de la zona rural, era un símbolo de la recuperación económica. En noviembre, tras la cosecha, las familias campesinas se reunían y comparaban sus tortas, al mismo tiempo que se producían los nuevos vinos que las acompañarían. La grasa utilizada para crear la torta era reutilización de otras recetas familiares, lo que les confería a cada una un sabor distintivo.

## Características
Se realiza con partes iguales de harina blanca, harina de maíz y azúcar, por lo que en el pasado también era llamada "torta de las tres tazas". A dicha preparación se le agrega almendras, mantequilla y yema de huevo, y puede ser aromatizada con esencias de limón u otros cítricos. Debido a su consistencia seca y friable, suele ser acompañada por una infusión como té o con vino o coñac.
Su nombre se deriva del sustantivo brìsa (brisa), que en mantovano hace referencia a las migas y a la capacidad de esta torta de desmenuzarse fácilmente.